# Zenith STOL CH 701
Lo Zenith STOL CH 701 e il CH 750 sono una famiglia di aerei leggeri a due posti, progettati dall'ingegnere aeronautico Canadese Chris Heintz nella sua azienda a Midland, Ontario chiamata Zenair. Il CH 701 volò per la prima volta nel 1986 e il progetto è tuttora in produzione. Il CH 750 fu presentato nel 2008.